# Utah Hockey Club
Utah Hockey Club er et professionelt ishockeyhold baseret i Salt Lake City. Holdet blev i 2024 optaget som expansion-hold i National Hockey League (NHL) som en del af Central Division i Western Conference, og spiller sine første kampe i sæsonen 2024-25. Holdet spiller sine hjemmekampe i Delta Center, der også er hjemmebane for NBA-holdet Utah Jazz, og hvor der er planer for at ombygge arenaen, så den bedre passer til begge franchises.
Den 18. april 2024 godkendte NHL's Board of Governors etableringen af en ny franchise i Salt Lake City, ejet af forretningsmanden og Ryan Smith, som i forvejen var indehaver af Utah Jazz. I stedet for en expansion draft for at besætte det nye hold, overtog Utah Hockey Club ishockey-aktiverne fra Arizona Coyotes, hvis aktiviteter samtidig ophørte. Holdet spillet sin debutsæson i 2024-25 under et midlertidigt navn og farver, mens en fuld, permanent identitet udvikles til sæsonen 2025-26. Holdets navn, farver og trøjer til åbningssæsonen blev afsløret den 13. juni 2024.

## Historie

### Baggrund og etablering

#### Ishockeyhistorie i Salt Lake City
Inden NHL meldte sin ankomst havde Salt Lake City haft en begrænset ishockeyhistorie. Det første hold i området var minor league-holdet Salt Lake Golden Eagles, der spillede 25 sæsoner i Western Hockey League (WHL), Central Hockey League (CHL) og International Hockey League (IHL) i perioden 1969-94. Holdet havde hjemmebane i Salt Palace i de første 22 sæsoner og det (på daværende tidspunkt) nybyggede Delta Center i de sidste tre. Golden Eagles vandt to Adams Cup-mesterskaber i CHL og to Turner Cup-mesterskaber i IHL, inden holdet efter sæsonen 1993-94 til sidst blev solgt og flyttede til Auburn Hills, Michigan, hvor det efterfølgende optrådte under navnet Detroit Vipers.
Efter blot en sæson uden ishockey, fik Salt Lake City en ny IHL-franchise i 1995, hvor de regerende Turner Cup-mestre, Denver Grizzlies, der på grund af tilflytningen af Colorado Avalance til Denvar flyttede til Delta Center og fortsatte sine aktiviteter under navnet Utah Grizzlies i 1995-64. Grizzlies tilbragte to sæsoner i det centrale Salt Lake City, hvor holdet vandt sit andet Turner Cup-mesterskab i træk i 1996, hvor den afgørende kamp 4 i finaleserien opnåede et tilskuertal på 17.381, der på det tidspunkt var det højeste tilskuertal til en ishockeykamp i en minor league. Grizzlies flyttede inden 1997-98-sæsonen til det nyopførte E Center (senere omdøbt til Maverik Center) i forstaden West Valley City, og i 2001 blev holdet optaget i American Hockey League (AHL) sammen med fem andre overlevende IHL-franchises efter IHL's kollaps. Grizzlies suspenderede imidlertid frivilligt driften inden sæsonen 2005-06, inden et salg til Dan Gilbert, ejeren af NBA-holdet Cleveland Cavaliers, der flyttede holdet til Cleveland, hvor det spillede videre under navnet Lake Erie Monsters (senere Cleveland Monsters) fra og med sæsonen 2007–08.
AHL-inkarnationen af Grizzlies blev erstattet af en relokeret ECHL-franchise med samme navn: Utah Grizzlies. Den franchise havde indtil da seneste spillet i Lexington, Kentucky under navnet Lexington Men O' War men havde været inaktivt siden sæsonen 2002-03. De nye Grizzlies begyndte at spille i E Center i 2005 umiddelbart efter, at holdets AHL-forgænger var stoppet, og har siden da spillet 19 sæsoner ECHL. Holdet har imidlertid haft begrænset succes, og selvom det blot har misset slutspillet tre gange, har det kun vundet et divisionsmesterskab og ingen konferencemesterskaber og kun nået konferencefinalen to gange.
Delta Center har været vært for adskillige træningskampe for Los Angeles Kings som en del af NHL's Frozen Fury-serie. Men arenaen blev ikke vurderet permanent anvendelig for ishockey på grund af dårligt udsyn for tilskuere og tv-faciliteter. Maverik Center og Peaks Ice Arena i forstaden Provo var værter for ishockeyturneringerne ved Vinter-OL 2022, der havde deltagelse af NHL-spillere. Salt Lake City er også den foretrukne værtsby for Vinter-OL 2034.

#### Etablering af holdet
Salt Lake City opstod oprindeligt som en potentiel NHL-destination i juni 2023, hvor rygter om Arizona Coyotes' mulige relokering spredtes efter nederlaget i afstemningen om opførelsen af New Tempe Arena. Et halvt år senere, i januar 2024, anmodede Ryan Smith, der ejede NBA-holdet Utah Jazz, og var medejer af MLS-holdet Real Salt Lake, NHL om at indlede en udvidelses af ligaen i Salt Lake City. Det blev afsløret, at diskussionerne om at bringe et expansion-hold til byen havde været undervejs siden starten af 2022, og Utahs senat vedtog i februar 2024 skattelovgivning, der støttede en nye ishockeyarena i det central Salt Lake City, som foreslået af Ryan Smith. Senatets eneste betingelse var, at ethvert potentielt hold blev opkaldt efter "Utah" for at hylde staten og ikke byen Salt Lake City.
Den 13. april 2024 blev det meddelt, at Arizona Coyotes med NHL's tilladelse forsøgte af relokere til Salt Lake City som følge af bekymringer om fortsat spil uden en fast deadline i holdets midlertidige hjemmebane, Mullett Arena, der med sine blot 4.600 tilskuerpladser ikke havde NHL-standard. Aftalen blev officiel den 18. april efter af NHL's Board of Governors stemte for at etablere et hold i Utah med Coyotes' ishockey-aktiver. Aftalevilkårene betød, at der formelt ikke var tale om en relokering. Coyotes vil blive betragtet som et "inaktivt" hold, mens Utah betragtes som et expansion-hold, og dermed minder aftalen om Cleveland Browns' relokering til Baltimore i National Football League.
Selvom aftalen i medierne blev rapporteret som et salg af Coyotes til en værdi af $ 1,2 milliarder, var det i realiteten to separate transaktioner, hvor $ 1 milliard blev betalt af NHL til Alex Meruelo for Coyotes-franchisen, mens Smith betalte $ 1,2 milliarder i expansion fee til NHL's andre ejere. Forskellen på $ 200 millioner var således en de facto relocation fee, der blev delt ligeligt mellem de øvrige 31 NHL-klubber. Ifølge Smith solgte holdet mere end 11.000 sæsonkort i de første fire timer efter salget startede. Holdet blev formelt præsenteret i Delta Center den 26. april, hvor 12.400 fans overværede en velkomst af spillere og trænere. Den 6. maj offentliggjord Smith Entertainment Group, at der skulle bygges et træningsanlæg i den nærliggende forstad Sandy. Den 13. juni meddelte NHL, at salget af franchisen officielt var blevet gennemført, og at holdet ville spille sin første sæson under navnet "Utah Hockey Club". Den 17. juni indgik Utah sin første officielle spilleraftale, da Coyotes' tidligere tredjerunde-valg Noel Nordh underskrev en 3 års entry-level kontrakt.

## Holdidentitet

### Navn
Holdet blev oprindeligt offentliggjort uden navn, men Smith bekræftede den 18. april 2024, at franchisen ville anvende statsnavnet "Utah" frem for Salt Lake City. Efter at have understreget, at man ikke ville forhaste navngivningsprocessen, offentliggjorde Smith den 22. april, at holdnavnet ville blive valgt ved en konkurrence mellem otte navne, som fansene kunne stemme på ved hjælp af den Smith-finansierede Qualtrics-platform. I dagene omkring grundlæggelsen havde et advokatfirma søgt om varemærkebeskyttelse for en lang række navne på vegne af et anonymt ejet Limited Liability Company. Disse inkluderede Utah Hockey Club (Utah HC), Blizzard, Fury, Venom, Yetis, Outlaws, Ice og Mammoth.
Den 8. maj bekræftede Smith Entertainment Group, at holdet ville spille sin første sæson under navnet "Utah" uden logo, maskot eller officielle holdfarver, og med "Utah" skrevet på tværs af brystet på trøjen. Samtidig udsendte SEG en Qualtrics-afstemning med de 20 endelige navnekandidater. Blandt valgmulighederne var Black Diamonds, Blast, Blizzard, Canyons, Caribou, Freeze, Frost, Fury, Glaciers, Utah HC (Hockey Club), Hive, Ice, Mammoth, Mountaineers, Outlaws, Powder, Squall, Swarm, Venom og Yeti. Den 29. maj bekræftede Smith på Pat McAfee Show, at klubben havde skåret listen ned til fire navne, og nævnte specifikt Mammoth og Yeti. Den 6. juni blev der imidlertid afsløret, at de seks endelige valgmuligheder var Blizzard, Utah HC, Mammoth, Outlaws, Venom og Yeti, og en anden afstemningsrunde begyndte.
Den 13. juni blev det offentliggjort, at holdet blev kendt som Utah Hockey Club i sæsonen 2024-25.

### Logo, farver og spilledragt
Den 13. juni 2024, på samme dag, som det midligertidige navn blev afsløret, offentliggjortde holdet også sine logoer, farver og spilledragt for åbningssæsonen. Det primære logo forestiller en rundel med ordet "Utah" i midten, men "Hockey Club" i den omringende cirkel, i farverne bjergblå, klippesort og salthvid. Det sekundære logo indeholder ordene "Utah Hockey Club" over et omrids af selve Utah. Hjemmebanedragten består af en sort base med et diagonalt "UTAH" på tværs af fronten med blå og hvide striber, mens udebanedragten er hvid med sorte og blå striber.

## Holdinformation

### Medier

#### Tv
Den 18. april 2024, kort efter holdets etablering, blev det oplyst, at holdet havde indgået en aftale med E.W. Scripps Company om at udsende Utahs NHL-kampe på deres station KUPX-TV baseret i Provo. KUPX, brandet som Utah 16, havde tidligere fungeret som regional filial af Vegas Golden Knights' tv-netværk, og også sendt udvalgte Arizona Coyotes-kampe.

## Personale

### Ejere
Holdet er ejet af Smith Entertainment Group, der styres af forretningsmanden Ryan Smith og hans kone, Ashley Smith.

### General managers
- Bill Armstrong (2024-nu)

### Cheftrænere
- André Tourigny (2024–nu)